# Gare de Sparbu
La gare de Sparbu  est une gare ferroviaire norvégienne de la ligne Nordlandsbanen, située sur le territoire de la commune de Steinkjer, dans le comté et région de Trøndelag.

## Situation ferroviaire
Établie à 33 mètres d'altitude, la gare de Sparbu est située au point kilométrique (PK) 112,93, entre les gares ouvertes de Røra et de Vist.

## Histoire
La gare de Sparbu est mise en service le 15 novembre 1905, lors de l'ouverture à l'exploitation du tronçon de Hell à Sunnan. Comme la plupart des gares construites à cette époque dans le comté de Nord-Trøndelag, elle est l'œuvre de Paul Due.

## Service des voyageurs

### Accueil
C'est une halte, point d'arrêt non géré à entrée libre, équipée d'une aubette sur le quai. 

### Desserte
La gare est desservie par la ligne locale (appelée  Trønderbanen) reliant Lerkendal à Steinkjer. 

### Intermodalité
Un parc à vélo et un parking (environ 20 places) pour les véhicules y sont aménagés. 